# Оксалат олова(II)
Оксалат олова(II) — неорганическое соединение,
соль олова и щавелевой кислоты 
с формулой SnC2O4,
бесцветные кристаллы,
не растворяется в воде,
образует кристаллогидраты.

## Получение
- Действие раствора щавелевой кислоты на оксид олова(II):

{\displaystyle {\mathsf {SnO+H_{2}C_{2}O_{4}\ {\xrightarrow {}}\ SnC_{2}O_{4}\downarrow +H_{2}O}}}

## Физические свойства
Оксалат олова(II) образует бесцветные кристаллы.
Не растворяется в воде и ацетоне.
Образует кристаллогидраты состава SnC2O4•n H2O, где n = 1 и 2.

## Химические свойства
- Разлагается при нагревании:

{\displaystyle {\mathsf {SnC_{2}O_{4}\ {\xrightarrow {380^{o}C}}\ SnO_{2}+2CO}}}

## Применение
- Используется в качестве катализатора при производстве сложных органических эфиров и пластификаторов.
- Применяется при крашении и печатании тканей.